# NBA Live 06
NBA Live 06 est un jeu vidéo de basket-ball sorti en 2005 et fonctionne sur PlayStation 2, PlayStation Portable, Xbox, Xbox 360, Gamecube et téléphone mobile. Le jeu a été développé par EA Canada puis édité par Electronic Arts.

## Soundtrack
The NBA Live 06 soundtrack was: 
- Afu-Ra - "God of Rap"
- Bishop Lamont featuring Chevy Jones - "We Got Next"
- Black Eyed Peas - "My Style"
- Chali 2na featuring Anthony Hamilton - "Don't Stop"
- Chamillionaire - "Grind Time"
- Fort Minor - "Remember the Name"
- Jae Millz - "Streetz Melting"
- Jurassic 5 - "In the House"
- Lupe Fiasco - "Tilted"
- M.I.A. - "Bucky Done Gun"
- N.O.R.E. featuring GemStar & Big Mato - "Deportes EA"
- Q-Tip featuring Busta Rhymes - "For the Nasty"
- Spider Loc - "Elementary"
- Stat Quo - "Like Dat"
- Tego Calderon - "Mil Cosas"
- The Perceptionists - "Let's Move"[1]

## Accueil
- Jeuxvideo.com : 15/20 (PS2/XB/GC)[2] - 16/20 (PC)[3] - 17/20 (PSP)[4] - 13/20 (X360)[5]